# Gulpannad storstövslända
Gulpannad storstövslända (Psocidus flavonimbatus) är en insektsart som först beskrevs av Rostock 1879.  Gulpannad storstövslända ingår i släktet Psocidus, och familjen storstövsländor. Arten är reproducerande i Sverige.